# Internetcenzúra Kínában
A kínai internetcenzúra napjaink egyik legszigorúbb és legkiterjedtebb tartalom-ellenőrzési rendszere az interneten. A rendszer alapját a kínai kormányzat által szabott törvények képzik, az ellenőrzés kiterjed Kína szárazföldi területein a kormányzati tulajdonú internetszolgáltatókon átfolyó adatok általános tartalom szerinti szűrésére, de egyes személyek internetelérésének szabályozására is.
A tartalomszűrés fő technikai eleme a gyakran Kínai kormányzat „Arany Pajzs” projektjének részét képező, Kínai nagy tűzfalnak nevezett rendszer, melyet Kína 1980-as évekbeli internetre lépése után nem sokkal üzembe állítottak.

## Története
Az internetes tartalmak szűrése Kína internetes kapcsolatainak 1980-as évekbeli kialakítása után nem sokkal lekezdődtek. A tűzfal felállítása mögötti ideológiát egyesek Teng Hsziao-ping, Kína egykori legfőbb vezetője kedvelt mondására vezetik vissza, miszerint „ha szellőztetésre ablakot nyitsz, legyek is beszállhatnak”. A szocialista piacgazdaság építését célul kitűző pártállam a liberális piaci folyamatok ellenére biztosítani akarta a külső hatások szűrését, hogy az államszervezet ideológiai egységét fenntartsa.
Kína 1994-ben kapcsolódott a világhálóhoz, mely egyhamar a piaci résztvevők legfőbb kommunikációs formájává vált. A felhasználók körének bővülése magával vonta a szabályozás iránti kormányzati igényt, melynek első jogi formáját a Közbiztonsági Minisztérium 1997-es törvénye képviselte.
A Kínai Központi Televízió szerint a Kínai nagy tűzfal bevezető munkájának költsége 800 millió amerikai dollárba került.

## Jogi háttere

### Fehér könyv
A kormánynak az internet témájában 2010 júniusában kiadott fehér könyve az internetet az emberi tudás kikristályosodásaként említi, emellett teljes internetes szólásszabadságot, illetve a szólásszabadság törvényes védelmét említi. A kínai kormányzati hozzáállást bírálók azonban rámutatnak, hogy a gyakorlatban nem valósul meg ez a szólásszabadság, a blogbejegyzéseket, a hozzászólásokat, a fórumbejegyzéseket cenzúrázzák, eközben megbízott kormányzati hozzászólók segítik elő a kormányzat számára kedvező vélemények túlsúlyba kerülését. A fehér könyv 18 olyan szabályt, rendelkezést és törvényt nevesít, melyek az interneten elérhető tartalmakat és az internettel kapcsolatos visszaéléseket szabályozza. A cenzúra jogi alapját a Kínai kormányzat arra hivatkozva teremti meg, hogy az internet működésének törvényes működését határain belül csak ezen eszközzel biztosíthatja.

### Az 1997-es hálózatbiztonsági törvény
A kínai Közbiztonsági Minisztérium 1997 december 11-én kelt a „Számítógépes hálózatok és internet biztonságáról, védelméről és üzemeltetéséről” szóló törvényének 5. szakasza részletesen ismerteti az internettel összefüggésbe hozható „káros tartalmakat”, illetve „káros tevékenységeket”.
A törvény értelmében az interneten tevékenységet végző szervezetek vagy természetes személyek nem hozhatnak létre, nem sokszorosíthatnak, nem állíthatnak helyre, vagy közölhetnek az alábbi kategóriákba sorolható tartalmakat:
- amely tartalmak az alkotmány, a törvények rendelkezéseivel, illetve a rendeletekkel szembeni ellenállásra, vagy ezek megszegésére hívnak fel;
- amelyek a kormányzat, vagy a szocialista rendszer leváltására hívnak fel;
- amelyek az ország egységét megkérdőjelezik, vagy az ország felosztására hívnak fel;
- amelyek célja gyűlöletkeltés vagy hátrányos megkülönböztetés a nemzetiségek között;
- amelyek a társadalmi rend ellen irányulnak álhírek és féligazságok terjesztésével;
- amelyek babonákat, szexualitást, szerencsejátékokat, erőszakot, vagy gyilkolást propagálnak;
- amelyek terrorcselekményekre hívnak fel, vagy bűnelkövetésre ösztönöznek, nyíltan rágalmaznak;
- amelyek kárt tehetnek az állami szervek jó hírnevében;
- vagy bármely más módon állnak ellentétben az alkotmánnyal, a törvényekkel, vagy a jogszabályokkal.

### A 2000-es tanácshatározat
A Kínai Népköztársaság Államtanácsa 2000 szeptemberében kelt 292. határozata közölte elsőízben az internetszolgáltatók számára szabott tartalmi szűrésre vonatkozó szabályokat. A határozat előírja, hogy a Kínában található tartalomszolgáltatók csak különleges engedéllyel tehetnek közzé híreket nyugati híroldalak cikkeiből, ez a tevékenység a határozat értelmében egyéni jogosultsághoz kötött. A jogosultsággal nem rendelkező tartalomszolgáltatók csak olyan híreket oszthatnak meg, melyeket korábban már közzétette egy jogosult tartalomszolgáltató. A jogosultságot a Tanács Információs Irodája adhatja.
A határozat arra is kitér, hogy a tartalomszolgáltatók felelősek a szolgáltatásukon keresztül terjesztett összes információ jogszerűségéért, emellett a tartalomszolgáltatók adataihoz korlátlan hozzáférést biztosít a kormányzati szerveknek.

## Szűrt tartalmak
A tiltások weblapokat is érintettek, bár ennek végrehajtása esetleges volt: azonos weblap esetleg más városból továbbra is elérhető maradt, illetve egyes korlátozásokat hosszabb-rövidebb időre fel is függesztettek. A New York Times blokkolását egy alkalommal például akkor oldották fel, amikor Csiang Cemin, a Kínai Kommunista Párt főtitkára a tiltásról értesülve az ügynek maga járt utána. A 2001-es sanghaji APEC-csúcs idején több, jellemzően tiltott nyugati híroldal, mint a CNN, NBC, és a Washington Post blokkolását feloldották. Ezen oldalak azóta is elérhetőek a szárazföldi Kínából. A New York Times tiltását azonban visszaállították, és azóta is fenntartják, hogy a lap 2008 decemberében a kínai elnök pénzügyeiről írt. Egyes nyugati híroldalak tiltását a 2008-as Pekingi Olimpia ideje alatt is feloldották.
2009 júliusa és 2010 májusa között 312 napig néhány helyi és kormányzati oldalt leszámítva a teljes internetet elérhetetlenné tették a Hszincsiang-Ujgur Autonóm Területen.

## Megvalósítása

Az internetes tartalomszűrés megvalósításának sémája

### Technikai háttere
A tartalomszűrés fő eszköze a Kínai nagy tűzfalnak nevezett rendszer, mely a hálózati eszközök széles skáláját alkalmazza, ezek közül kiemelendők az alábbi eljárások:
- IP-cím alapján történő közvetlen szűrés;
- mélyreható adatcsomag-elemzéssel (deep packet inspection, DPI) kulcsszavak alapján detektálnak és szűrnek ki egyes érzékeny témakörökben küldött, titkosítatlan adatokat;
- DNS-eltérítéssel elérik, hogy egyes internetcímek feloldása nem történik meg, vagy a DNS helytelen IP-címre irányít;
- URL-szűréssel az URL-ben egyes, érzékeny témákra utaló kulcsszavak fellelése esetén megtagadható a kérés továbbítása;
- egyes biztonsági tanúsítványok esetén kormányzati hátsó kaput nyitottak, így az érintett operációs rendszerek és böngészők esetén közbenső szereplő is közbeavatkozhat, a közbeékelődéses támadás során pedig megtagadhatja az érzékeny témákkal kapcsolatos tartalmak kiszolgálását;
- a fenti módszerek következtében blokkolt TCP-csomagok esetén az érintett kiszolgálótól érkező további csomagok is alaphelyzetbe állhatnak egy meghatározott ideig;
- a tartalomszűrés kikerülésére alkalmazott VPN-szerverekkel folytatott titkosított kapcsolatok közvetlen monitorozása nem lehetséges, de a kommunikációs csatornák jellegzetességei tanuló algoritmusokkal bizonyos hatékonysággal felfedezhetők, és blokkolhatók.

### Jogi foganatosítása
1997 decemberében lépett hatályba a kínai Közbiztonsági Minisztérium törvénycsomagja, amely büntethetővé tette a kormányzati szervek rágalmazására irányuló, a nemzet egysége elleni elkövetett, vagy államtitkokat kiszivárogtató cselekményeket. A büntetés elérhette akár a 15 000 jüant  (kb. 600 000 forintot) is.

### Külföldi kapcsolatai
2005-ben több mint 200 olyan útválasztót vásárolt az amerikai Cisco Systemstől, és helyezett üzembe hálózatán a kínai állam, mely a korábbinál magasabb fokú cenzúrát tette lehetővé. 2006 februárjában pedig a Google tett tiltólistára a szárazföldi kínában elérhető keresőjében olyan oldalakat, melyek a kínai cenzúrának nem felelt meg, hogy cserébe rendszereket építhessen ki az országban. Ezen a gyakorlaton azonban változtattak, amikor 2010-ben a kínai kormányzatnak információt gyűjtő, és hátsó kapukat nyitó kémet lepleztek le a cégen belül.

### Egyéb elemei
A kínai internetes felületeken a tartalomszűrés a megfigyelés szubjektív érzetén keresztül hatással van a véleménynyilvánítási szokásokra. Ez azt jelenti, hogy mivel a tartalomszolgáltatók, és a közösségi média hozzászólói tisztában vannak a cenzúra jelenlétével és a szankciók lehetőségével, ezért öncenzúrát alkalmaznak, véleményüket mérsékelten fejtik ki.

## Fordítás
Ez a szócikk részben vagy egészben  az   Internet censorship in China című angol Wikipédia-szócikk ezen változatának fordításán alapul.  Az eredeti cikk szerkesztőit annak laptörténete sorolja fel. Ez a jelzés csupán a megfogalmazás eredetét és a szerzői jogokat jelzi, nem szolgál a cikkben szereplő információk forrásmegjelöléseként.

### Újságcikkek, ismeretterjesztők
- CNN, Kristie Lu Stout,. „China's Great Firewall and Internet censorship - CNN”, CNN (Hozzáférés: 2018. november 12.)

### Könyvek, szakmai leírások
- Clayton, Richard. Ignoring the Great Firewall of China, Privacy Enhancing Technologies. Springer Berlin Heidelberg. DOI: 10.1007/11957454_2 (2006). ISBN 978-3-540-68790-0
- Boyden, Casey. Internet censorship and freedom in China : policies and concerns. Nova Science Publishers, Inc (2013). ISBN 978-1-62417-559-6. OCLC 819717885
- Ruiwei Bu (2013). „The Great Firewall of China” (angol nyelven). [2021. február 25-i dátummal az eredetiből archiválva]. (Hozzáférés: 2018. november 12.)